# Луньов Панас Федорович
Пана́с (Опана́с, Афана́сій) Фе́дорович Луньо́в (рос. Афанасий Фёдорович Лунё́в, * 15 січня 1919 р., с. Щеголек Курської губернії РРФСР — † 7 лютого 2004 р., с. Пархомівка, Краснокутського р-ну Харківської області) — український педагог, музеєзнавець, мистецтвознавець, засновник і організатор Пархомівського історико-художнього музею. Кавалер ордена «За заслуги» ІІІ ступеня, Заслужений працівник культури України.

## Біографія
Народився 15 січня 1919 року в селі Щеголек Суджанського повіту (нині — Біловський район) Курської губернії РРФСР в старообрядницькій родини. Батько його був шахтарем, мати — єдиною грамотною жінкою в селі. Згодом сім'я переїхала на Донбас.
Почав отримувати вищу історичну освіту до Німецько-радянської війни в Київському університеті, в якому провчився чотири роки. Згодом провів чотири роки в фашистських концтаборах.
З вересня 1945 року аж до 1995 року працював на посаді вчителя історії Пархомівської середньої школи. Педагогічну діяльність поєднував із дослідженням місцевої історії та пам'яток місцевої культури, особливо опікувався проблемами збереження пам'яток минулого Харківщини. У 1940-х при школі організував гурток «Юний історик», який з початку 50-х рр. ХХ ст. перетворився у мистецький клуб «Райдуга». Організація позакласної роботи з учнями привела до ідеї створення музею.
Закінчив історичний факультет Харківського державного університету ім. О. М. Горького 1949 року.

Меморіальна дошка П. Ф. Луньову біля входу в Пархомівський історико-художній музей

Першу музейну експозицію Панас Федорович створив на початку 1950-х рр. Її основу склала особиста колекція творів живопису, графіки, декоративно-ужиткового мистецтва, історико-етнографічних експонатів. З 1955 р. при підтримці художників Харківського відділення Спілки художників України, які подарували започаткованому музею у Пархомівці колекцію живописних творів, Луньов обрав для подальшого розвитку музею його художню спрямованість. Уже з кінця 1950-х рр. музей був постійно відкритий для відвідувачів. Надалі Пархомівський історико-художній музей став одним із перших Народних (із 1967 року) музеїв художнього напрямку, що тривалий час професійно діяв на громадських засадах. 1986 (чи 1987) року музею було надано статус державного, як відділу Харківського художнього музею.
Завдяки багаторічній наполегливій роботі засновника музею вдалося сформувати значну різноманітну художню колекцію останнього: зразки творів іконопису, цінне зібрання живопису та графіки XVII — XX ст. (твори О. Іванова, Т. Шевченка, І. Шишкіна, І. Левітана, К. Крижицького, А. Архипова, М. Реріха, О. Головіна, В. Маяковського, К. Малевича, В. Кандінського, ван Дейка, Ф. Боля, Піранезі, П. Пікассо тощо). Дружба Панаса Федоровича з художниками В. Фаворським, С. Коньонковим, Є. Кібриком, Є. Вучетичем, Б. Неменським, М. Ромадіним, І. Їжакевичем та багатьма іншими, в тому числі і харківськими, принесла поповнення колекції роботами сучасних вітчизняних художників, які особисто подарували музею свої твори.
1995 року став почесним членом Всеукраїнської спілки краєзнавців.
В останні роки життя хворів катарактою. У 2004 році, за словами його сина Петра, Панаса Федоровича попросили звільнитися з посади директора створеного ним музею, після чого Луньов «зліг і більше не піднявся». Помер 7 лютого 2004 року селі Пархомівка, Краснокутського району Харківської області в віці 85 років.

## Особисті відомості
Крім музеєзнавчої діяльності приділяв багато уваги педагогічній і краєзнавчій роботі. Багато років він був активним членом Товариства охорони пам'яток історії і культури, Товариства «Знання», членом науково-проблемної комісії з естетичного виховання молоді при Академії педагогічних наук СРСР.
Є автором низки статей із естетичного виховання, музеєзнавства, мистецтвознавства в збірках видавництва Академії педагогічних наук СРСР та на сторінках часописів і газет.

### Відзнаки
1990 року присуджено звання Заслуженого працівника культури України. 1997 року нагороджений орденом «За заслуги» ІІІ ступеня.

## Увічнення пам'яті
З нагоди 90-річчя з дня народження П. Ф. Луньова Асоціація випускників, викладачів і друзів Харківського національного університету імені В. Н. Каразіна випустила книгу «Афанасій Федорович Луньов. Статті, спогади, документи, матеріали», що об'єднала публіцистичні статті Панаса Федоровича, спогади про нього, важливі документи, журналістські статті. З 2010 року в ХНУ ім. В. Н. Каразіна проходять «Луньовскі читання».